# Ivan Pilip
Ivan Pilip (* 4. srpna 1963 Praha) je český ekonom a politik, v letech 1994–1997 ministr školství, mládeže a tělovýchovy a mezi roky 1997–1998 ministr financí v první a druhé Klausově vládě, a poté také v kabinetu Josefa Tošovského. Od roku 2004 do července 2007 byl viceguvernérem Evropské investiční banky.
Ekonomické vzdělání získal na VŠE v Praze. Po sametové revoluci vstoupil do politiky a stal se lídrem Křesťansko-demokratické strany, která se sloučila s Občanskou demokratickou stranou (ODS). Především s Janem Rumlem v roce 1998 iniciovali založení Unie svobody po finančním skandálu mateřské ODS, z níž odešla část straníků. Na začátku roku 2001 zadržen na Kubě, a to měsíc poté, co se setkal s odpůrci režimu. Propuštěn byl až po mezinárodním tlaku. V roce 2002 ztratil mandát v Poslanecké sněmovně, ale po dobu dalšího období pracoval jako prozatímní předseda Unie svobody. Mezi lety 2004 a 2007 pak zastával funkci viceguvernéra Evropské investiční banky.

## Biografie

### Začátek kariéry
Po maturitě na Českoslovanské akademii obchodní Dr. Edvarda Beneše v Resslově ulici vystudoval obor mezinárodní obchod na Vysoké škole ekonomické v Praze (VŠE) a absolvoval postgraduální studium na Madridské univerzitě. Před sametovou revolucí na konci roku 1989 se v politice nijak neangažoval, věnoval se své práci na VŠE a na Československé akademii věd. Po sametové revoluci se stal manažerem ve společnosti zaměřující se na zdravotnické vybavení. Brzy také vstoupil do Křesťansko-demokratické strany (KDS), která byla založena v roce 1990.

### Politická kariéra
KDS šla do voleb v roce 1992 ve spojení s Občanskými demokraty (ODS) a stala se menším partnerem v koalici, kterou vedla ODS. V srpnu 1992 byl Pilip jmenován náměstkem ministra školství v koaliční vládě. O dva roky později už zastával funkci samotného ministra školství, když nahradil Petra Piťhu, který ho do vlády přivedl. Pilip byl v prosinci 1993 zvolen předsedou KDS, pozici převzal po Václavu Bendovi.
V roce 1995 se KDS rozhodla sloučit s občanskými demokraty a pět z deseti jejích poslanců, včetně Pilipa, přijalo členství v ODS. Pilip nadále zastával roli ministra školství, ve straně nicméně získával čím dál významnější postavení a v létě 1997 již pracoval na postu ministra financí.
Ve druhé polovině roku 1997 vznikl tlak na premiéra Václava Klause kvůli daru pro ODS od podnikatele, který předtím získal významný podíl ve vládou privatizované společnosti. Poté, co v říjnu 1997 odstoupil ministr zahraničí Josef Zieleniec, Ivan Pilip 28. listopadu vyzval Klause, aby rezignoval. Této události se též říká Sarajevský atentát, jelikož Václav Klaus se v té době nacházel na oficiální návštěvě v Sarajevu. Ve stejnou chvíli 2 menší koaliční strany (KDU-ČSL a ODA) opustily vládu. Klaus odstoupil z postu premiéra 30. listopadu a Pilip vyzval Klause k vedení ODS, pokud to neudělá nikdo jiný. 6. prosince vybuchla před Pilipovým domem bomba, která nezpůsobila žádná zranění, ale mnoho lidí vyděsila. Klaus byl znovu zvolen předsedou občanských demokratů, Pilip však dále pokračoval jako ministr financí, spolu s dalšími 3 rebelujícími občanskými demokraty, v prozatímní vládě, vedené guvernérem České národní banky Josefem Tošovským.
Rebelující členové občanské demokracie, včetně Pilipa a 30 ze 69 poslanců ODS, založili novou politickou stranu, Unii svobody, pod vedením bývalého ministra vnitra Jana Rumla. Ve volbách v roce 1998 však Unie svobody získala pouze 19 křesel, v porovnání s 63 pro občanské demokraty. Ivan Pilip byl jedním ze zvolených poslanců. Po volbách přešla Unie svobody do opozice, poté co Česká strana sociálně demokratická sestavila menšinovou vládu, kterou tolerovali občanští demokraté na základě takzvané opoziční smlouvy.

### Zatčení na Kubě
Dne 12. ledna 2001 byli Ivan Pilip a Jan Bubeník, někdejší vůdce studentů během sametové revoluce, zatčeni v kubánském Ciego de Ávila. Podle kubánských úřadů se tak stalo proto, že se setkali s kubánskými disidenty během své cesty, která byla částečně hrazena americkou organizací Freedom House. Byli vzati do vazby v Havaně s pohrůžkou, že ve vězení zůstanou dlouho, možná až dvacet let, aby byli varováním pro ostatní.
Zadržení Pilipa a Bubeníka vyvolalo mezinárodní protesty. Evropské i jihoamerické země požadovaly jejich propuštění a vztahy mezi Českou republikou a Kubou v důsledku toho ochladly. Pilipova manželka Lucie odcestovala do Havany, setkala se se zadrženým manželem a vyžádala si mezinárodní pomoc ve věci jeho propuštění. Kubánské úřady však prohlásily, že se jednalo o „úklady proti revoluci“, a oficiální deník tamní komunistické strany Granma zadržené označil za „agenty pracující pro kubánsko-americkou mafii ve Spojených státech“. Na počátku února se předseda českého senátu Petr Pithart setkal na Kubě s Fidelem Castrem a během šestihodinové schůzky usiloval o souhlas k jejich propuštění. Pithart se vrátil domů 4. února, bez Pilipa s Bubeníkem, ale zřejmě přispěl k jejich následnému propuštění.
Dne 5. února byli Pilip a Bubeník propuštěni po schůzce na kubánském Ministerstvu zahraničních věcí, kde uvedli, že porušili kubánské zákony nevědomky. Schůzce byli přítomni členové organizace Inter-Parliamentary Union, kteří uvedli, že Pilip a Bubeník opustili Kubu jako turisté.

### Pozdější působení
V roce 2002 se Unie svobody zúčastnila voleb v koalici s KDU-ČSL, ale koalice nakonec získala v poslanecké sněmovně pouhých 31 křesel, o 8 méně, než když se v roce 1998 zúčastnily tyto strany voleb každá zvlášť. Pilip nebyl zvolen poslancem, ale stal se prvním místopředsedou Unie svobody a po rezignaci Hany Marvanové jednal v roli předsedy strany o podobě nové vlády. Unie svobody se stala novým členem koalice vedené sociálními demokraty a Pilip působil jako předseda strany až do doby, než byl novým předsedou v roce 2003 zvolen Petr Mareš.
V červnu 2004 byl Pilip zvolen jedním z osmi viceprezidentů Evropské investiční banky, jako první zástupce států, které se v roce 2004 připojily k Evropské unii. Pilip zde v této funkci působil tři roky do léta 2007.

### Aktivity po konci politické kariéry
V roce 2007 se vrátil do České republiky, začal opět podnikat, zpočátku zejména v oboru nemovitostí a ekonomického poradenství, a zároveň přednášel ekonomiku a národní hospodářství v několika vzdělávacích institucích (VŠEM, Diplomatická akademie). Kromě toho byl a je členem vedení několika společností a také institutu CASLA, který se zaměřuje na podporu demokratických změn v zemích Latinské Ameriky.
Podle výpisu z obchodního rejstříku:
- od prosince 1991 do května 1993 ředitel společnosti, od května 1995 do října 2002 společník HEMA Malšice s. r. o. se sídlem v Malšicích
- od května 1993 do září 1994 člen dozorčí rady Mladá fronta a. s. se sídlem v Praze
- od prosince 2002 do května 2004 jednatel, od června 2003 do června 2004 společník Mediterránea Real Estate Investments CZ, s. r. o. (Vantropa s. r. o.) se sídlem v Praze
- od března 2003 do května 2004 jednatel, od března 2003 společník Nikolajka City Park s. r. o se sídlem v Praze
- Od roku 2012 je členem představenstva nakladatelství Bourdon, a.s., které vydává například knihy spisovatele Patrika Hartla[23]

Od ledna 2008 zastával post generálního ředitele a předsedy představenstva investiční společnosti Fortius Global Investments, zabývající se obchodováním a vytvářením podílových a investičních fondů v oblasti realit. V této firmě spolupracoval se severomoravskými miliardáři Rudolfem Ovčařím a Reném Holečkem.
V roce 2006 koupil společně s manželkou zámek Trnová a do roku 2008 jej kompletně zrekonstruovali. V minulosti byl nabízen a pronajímán na komerční akce, například svatby a rauty. Rekonstruoval luxusní byty v Praze na Janáčkově nábřeží a realizoval několik dalších větších developerských projektů,  jeho manželka obchodovala s nemovitostmi ve Španělsku. Nemovitostní podnikání se dostalo do problémů v důsledku nemovitostní krize a některé ze souvisejících sporů se řešily řadu let. V roce 2017 byl podán insolvenční návrh, který byl ale vzápětí stažen a všechny spory byly definitivně dořešeny v roce 2020 prodejem objektu Trnová.[zdroj⁠?!] Kromě vedení nakladatelství Bourdon se věnuje zejména oblasti Latinské Ameriky v rámci Institutu CASLA a v oblasti také podniká v oblasti financí, zemědělství a nemovitostí.
V letech 2015–2018 působil jako poradce KDU-ČSL v oblasti hospodářské politiky.

## Soukromý život
Do roku 2014 byl ženatý s Lucií Pilipovou, sestrou spisovatele Patrika Hartla, která pracovala jako tisková mluvčí na Ministerstvu zahraničí. Pozici opustila poté, co se manžel v prosinci 1993 stal předsedou KDS, aby nedošlo ke konfliktu zájmů. Má s ní tři děti. V roce 2024 se  jeho druhou manželkou stala Dominika Pilip.
V roce 2012 založil nakladatelství Bourdon.